# Пъп
Пъпът (на англ. navel) представлява белег в центъра на корема, останал след прерязването на пъпната връв. Всички плацентни бозайници имат пъп, като при човека той е най-видим. При другите животни той често не си личи, тъй като е покрит с козина.

## Форма на пъпа
Всеки пъп има индивидуална форма. Той може да бъде както вдлъбнат (innie), така и изпъкнал (outie), като вдлъбнатите пъпове са по-често срещани от изпъкналите такива.
Пъпът също може да бъде кръгъл, хоризонтално или вертикално издължен, както и Т-образен. В наши дни формата на пъпа може да бъде променена чрез пластична операция.

## Бактерии в пъпа
Екип от учени от американския университет в Северна Каролина взимат материал от пъповете на 60 доброволци, като провеждат генетични изследвания на откритите бактерии в тях. Учените откриват от 60-те пъпа 2368 различни вида бактерии, 1458 от които напълно нови за науката.
Един пъп може да съдържа 29 вида бактерии, друг – 107, но средно един пъп се обитава от 67 вида микроби.

## Пъпът като ерогенна зона
Пъпът е една от ерогенните зони с най-повишена чувствителност. Докосването на пъпа и областта под него води до еротични усещания. Проучване, направено от Чарлз Пъкет от университета в Мисури показва, че вертикално издължените и Т-образните пъпове са смятани за най-привлекателни. Хората, които имат сексуален фетиш към пъпове могат да бъдат възбудени от различни стимули като допир с пъпа или дори самата мисъл за тази част на тялото.

## Пиърсинг на пъпа
Историята на този пиърсинг датира още от Древен Египет, като там само фараонът имал право да носи обица на пъпа, а по-заможните поставяли златни халки на пъповете си, за да демонстрират високия си статус. В наши дни, бумът на този пиърсинг започва в средата на 90-те години на 20 век, когато супермоделът Кристи Търлингтън се появява на модния подиум с обица на пъпа, а малко след това в клипа на песента „Cryin“ на Аеросмит актрисата Алисия Силвърстоун също демонстрира продупчения си пъп. Други знаменитости с пиърсинг на пъпа са Кристина Агилера, Бритни Спиърс, Линдзи Лоън и други.
За този вид пиърсинг е нужен пъп с ясно изразена гънка от кожа, която може да се пробие. Добре е да се избере бижу, което е от медицински метал (неръждаема стомана, злато, титан, сребро, платина) и не е прекалено обемно, за да не се закача по дрехите и да провокира възпаление.

## Мъх в пъпа
Пъпният мъх представлява натрупване на мъхести влакна в дупката на пъпа. Много хора в края на деня намират малко топче пух в пъпа си. Този мъх се събира от дрехите от окосмяването около пъпа и попада вътре в него.

## В Западната култура
Показването на корема и пъпа е табу в миналото на западната култура. Кодът на Хейс забранява излагането на пъпа, като тази цензура била наложена само над жените.
През 50-те години на ХХ век актрисата Джоан Колинс е възпрепятствана да покаже пъпа си във филма „Земя на фараона“, като е накарана да носи бижу от рубин, което да скрива пъпа ѝ. Актрисата Ким Новак също носи бижу от рубин за филма „Jeanne Eagels“, като получава силно възпаление на пъпа от непрекъснатото залепяне и отлепяне на бижуто в него.
През 60-те години на ХХ век тази цензура продължава. Мерилин Монро във филма „Някои го предпочитат горещо“ носи дреха разкриваща кожата на целия ѝ корем, като има малко парче плат, което да покрие пъпа ѝ.
Стандартите на тази цензура се променят постепенно. Днес на мода е излагането на пъпа, като се носи ниска талия и къси дрехи, разкриващи корема. Пиърсингите и татуировките на пъпа също са много популярни.